# Lettere d'amore nel frigo
Lettere d'amore nel frigo è una raccolta di poesie scritte da Luciano Ligabue.
Edita da Einaudi, con una prefazione di Nico Orengo, l'opera si compone di 77 poesie scritte dall'autore nel 2003, in un periodo travagliato della propria vita, in seguito alla perdita del padre e alla separazione dalla moglie. Uscita il 3 ottobre 2006 (e subito ai primi posti delle classifiche di vendita) questa raccolta di poesie segna un ritorno alle origini per Luciano, con quel suo modo di raccontare tramite personaggi, tipico dei suoi primi dischi.
Lettere d'amore nel frigo avrebbe dovuto essere il suo secondo libro, ma al momento di pubblicarlo la casa editrice venne a sapere che aveva appena terminato anche un romanzo (La neve se ne frega), genere più appetibile in termini di vendite, e il libro di poesie fu messo da parte.